# Jukio Seki
Jukio Seki (1921 Saidžó – 25. říjen 1944 zátoka Leyte) byl stíhací pilot japonského císařského námořního letectva během druhé světové války. Byl prvním velitelem leteckého útoku kamikaze. Tato akce se uskutečnila během bitvy u Leyte. Je mu připisováno první potopení nepřátelské lodě tímto druhem útoku – konkrétně potopení letadlové lodě USS St. Lo. Při potopení zahynulo 200 námořníků a asi 350 utrpělo zranění, s lodí bylo navíc potopeno i 34 letadel.